# Cucut de Madagascar
El cucut de Madagascar (Cuculus rochii) és una espècie d'ocell de la família dels cucúlids (Cuculidae) que habita boscos i matolls, criant a Madagascar i dispersant-se per les zones properes del continent africà.